# Шагаракті-Шуріаш
Шагаракті-Шуріаш (д/н — 1243 до н. е.) — цар Вавилону близько 1256—1243 років до н. е. Ім'я перекладається як «Шуріаш дарує мені життя». Ім'я каситського бога Шуріаша тотожнє аккадському Шамашу. Як Атана-Шамаш згаданий у двох текстах з Дур-Курігальзу.

## Життєпис
Походив з III Вавилонської (Каситської) династії. Ймовірно син царя Кудур-Енліля. Вступив на трон, мабуть, ще неповнолітнім. Прийняв окрім титулу царя Вавилону і титул правителя каситів. Причини цього незрозумілі.
Відомо про суперечності з Іні-Тешубом I, царем Каркемишу, що скаржився Шагаракті-Шуріашу на напади на свої землі напівкочових племен ахламу, які були підвладні Вавилону.
Понад 300 господарських текстів з Ніппура та 127 табличок з Дурн-Енліля свідчать, що за його панування держава переживала економічні труднощі, про що свідчить наявність у борговій кабалі численних груп населення.
Продовжив політику попередників, будував будував численні храми, зокрема в Дур-Курігальзу і Ніппурі (екур бога Енліля), відновив храми бога Шамаша («Ебаббар») і богині Ануніту («Еульмаш») в Сіппарі.
Культи богів Нуску і Енліля за нього знову зайняли перші місця. Перлина з його ім'ям була знайдена в ассирійській місті Кальху, куди вона потрапила, ймовірно, після захоплення Вавилону царем Тукульті-Нінуртою I.
Йому спадкував син Каштіліаш IV.